# Paolo Prato (musicologo)
Paolo Prato (...) è un musicologo e saggista italiano.

## Biografia
Paolo Prato si è laureato in filosofia all'Università di Genova nel 1979 e nel 1982 ha conseguito un master in sociologia alla New School for Social Research di New York. È professore Associato di Popular Music (L ART/8) dal 2017.
I suoi interessi di studio riguardano vari aspetti, anche sociologici, del fenomeno musicale e audiovisivo, i rapporti e la commistione tra generi diversi (dalla musica classica al jazz fino alla musica leggera e al pop), la funzione della musica nei mezzi di comunicazione di massa e nelle culture giovanili, il ruolo giocato dalla musica nella formazione delle identità sociali e nazionali.
Nel 1998 ha contribuito alla scrittura di Mina, una forza incantatrice, volume collettaneo interamente dedicato al "fenomeno" Mina. 
Nel 2010 ha organizzato la rassegna musicale Il jazz dalle origini agli anni '50, tenutasi alla Casa del Jazz di Roma, che ripercorreva i precedenti sessant'anni di quel genere musicale.
Per la casa editrice Vallardi Editore ha curato il Dizionario di pop e rock (1996).
Fa parte del comitato editoriale della Continuum Encyclopedia of Popular music of the World e delle rivista quadrimestrali "Musica/Realtà" e "Popular Music History". Dal 2004 al 2014 ha insegnato "Linguaggi della radio", "Musica comunicazione e cultura" e "I giovani e i media" presso la Pontificia Università Gregoriana e dal 2014 al 2018 ha tenuto il corso di "Sociologia della musica" presso il Master of Music del LUISS Creative Business Center. 
Dal 2017 è docente presso la John Cabot University dove tiene il corso "Italian media and popular culture". 
Partecipa a vari programmi radiofonici di Rai Radio 3 e sul circuito Radio InBlu. Per quest'ultimo, Paolo Prato cura la programmazione di jazz, classica e world music e dal 2016 è responsabile artistico di InBlu Webradio. 
È autore dei testi e delle playlist del Portale della Canzone Italiana (www.canzoneitaliana.it). 

## Opere
- I canti di Natale. Da "Jingle Bells" a Lady Gaga. Donzelli editore, 2013 ISBN 9788860369932
- Le macchine della musica. L'orchestra in casa, RAI-ERI, 2013 ISBN 9788839715852
- La musica italiana. Una storia sociale dall'Unità a oggi, Donzelli editore, 2010 ISBN 9788860365293
- White Christmas. L'America e la reinvenzione del Natale, Donzelli ISBN 9788860360816
- Il treno dei desideri. Musica e ferrovia da Berlioz al rock, L'Epos, 2003 ISBN 9788883022043
- Suoni in scatola. Sociologia della musica registrata: dal fonografo a Internet, Costa & Nolan, 1999 ISBN 9788876483462
- Gli urlatori e la generazione del rumore: note per una sociologia della canzone [Estetica dell'urlo] - [La generazione del rumore: i ragazzi del miracolo economico], in AA.VV., Mina, una forza incantatrice, Èuresis, 1998
- Dizionario di pop e rock, Vallardi Editore, 1996 ISBN 9788811936404
- Le grandi canzoni del secolo, con 5 CD, Selezione dal Reader's Digest, 1999
- I grandi della musica black & soul, con 25 CD, Hobby & Work italiana, 1998
- I grandi della musica rock, Hobby & Work Publishing (Bresso), 1995
- con Gianluca Trivero, Viaggio e modernità: l'immaginario del mezzo di trasporto tra '800 e '900, Shakespeare & Company, 1989